# 신싱구 (치타이허시)
신싱구(한국어: 신흥구, 중국어: 新兴区, 병음: Xīnxīng Qū)는 중화인민공화국 헤이룽장성 치타이허 시의 행정구역이다. 넓이는 123km2이고, 인구는 2007년 기준으로 200,000명이다.

## 행정 구역
10개 가도, 1개 진을 관할한다.
- 가도: 兴华街道, 新城街道, 新立街道, 新建街道, 北山街道, 河南街道, 新合街道, 缸窑沟街道, 新安街道, 越秀街道.
- 진: 红旗镇.